# Lijst van voetbalinterlands Algerije - Ethiopië (vrouwen)
Deze lijst van voetbalinterlands is een overzicht van alle officiële voetbalinterlands tussen de nationale vrouwenteams van Algerije en Ethiopië. De landen hebben tot nu toe vier keer tegen elkaar gespeeld. 

## Wedstrijden
| № | Plaats      | Datum         | Competitie                                | Wedstrijd           | Uitslag |
| - | ----------- | ------------- | ----------------------------------------- | ------------------- | ------- |
| 1 | Algiers     | 6 maart 2016  | Afrikaans kampioenschap 2016 kwalificatie | Algerije − Ethopië  | 1 − 0   |
| 2 | Addis Abeba | 26 maart 2016 | Afrikaans kampioenschap 2016 kwalificatie | Ethiopië − Algerije | 1 − 1   |
| 3 | Algiers     | 6 juni 2018   | Afrikaans kampioenschap 2018 kwalificatie | Algerije − Ethopië  | 3 − 1   |
| 4 | Addis Abeba | 10 juni 2018  | Afrikaans kampioenschap 2018 kwalificatie | Ethiopië − Algerije | 2 − 3   |

## Samenvatting
| Competitie                           | Totaal gespeeld | Winst Algerije | Gelijk | Winst Ethiopië | Doelsaldo Algerije – Ethopië |
| ------------------------------------ | --------------- | -------------- | ------ | -------------- | ---------------------------- |
| Afrikaans kampioenschap kwalificatie | 4               | 3              | 1      | 0              | 8 − 4                        |
| Totaal                               | 4               | 3              | 1      | 0              | 8 − 4                        |